# Pic de l'Àguila (Vimbodí i Poblet)
El Pic de l'Àguila és una muntanya de 1.052 metres que es troba al municipi de Vimbodí i Poblet, a la comarca de la Conca de Barberà.